# Lopende hond
Onder lopende hond verstaan jagers een jachthond die ingezet kan worden bij een bepaalde vorm van jacht op grofwild. Daarbij achtervolgen deze zogenaamde lopende honden, vaak in een groep, grofwild, overmeesteren dit en zorgen ervoor dat dit wild niet kan ontsnappen. Als de jager na enige tijd is gearriveerd kan deze het wild doden.

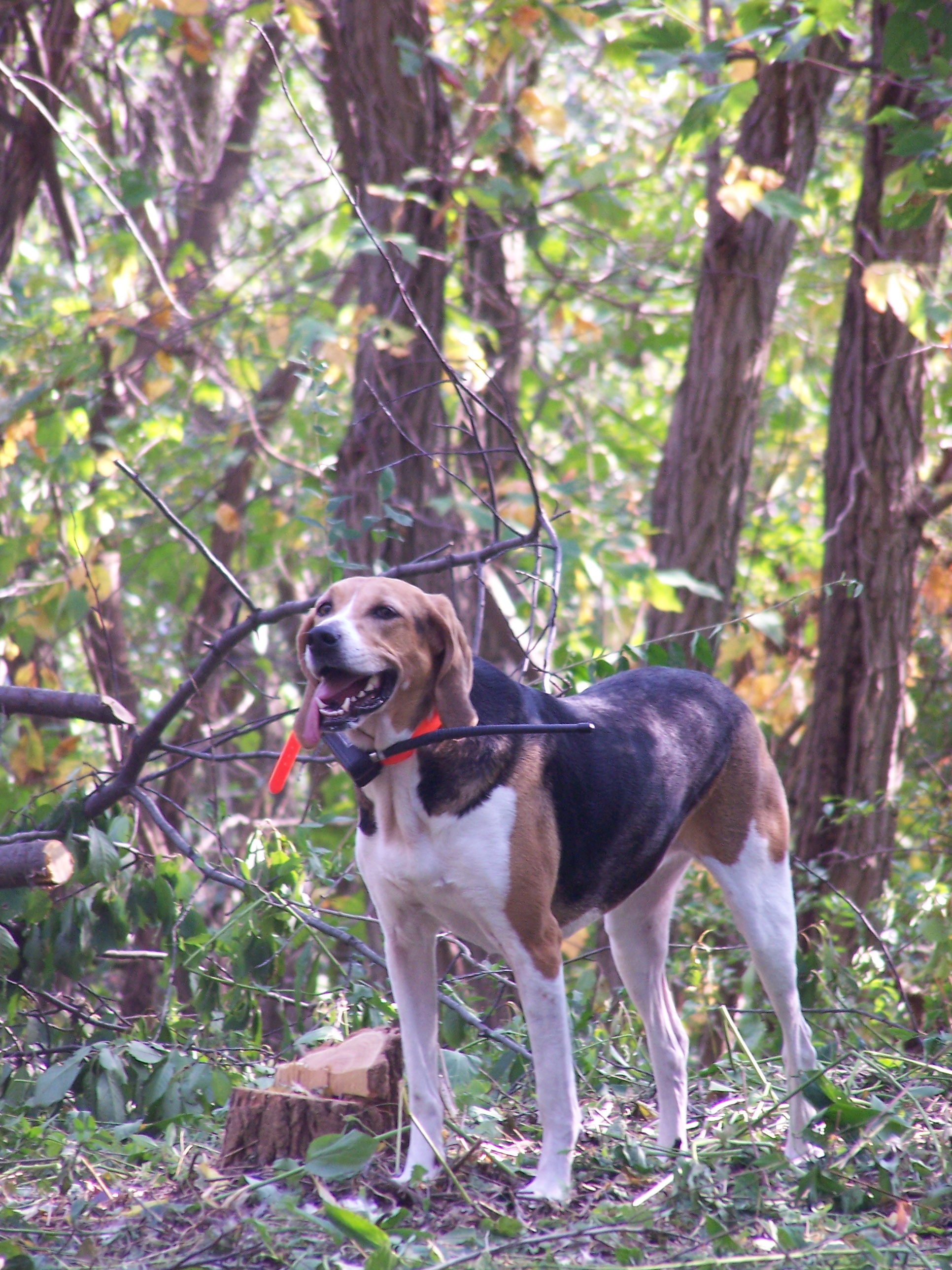
American foxhound

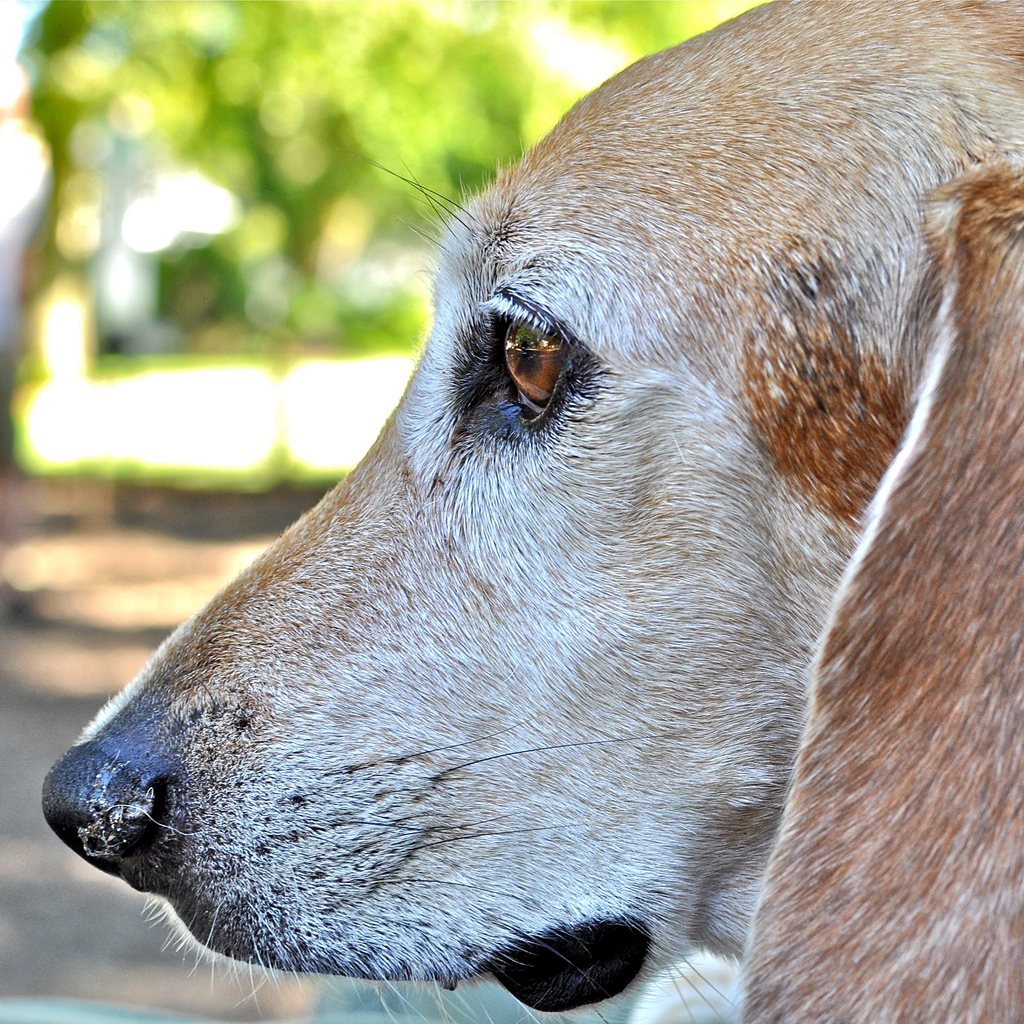
Beagle-Harrier

Vele  tientallen rashonden worden volgens de officiële classificatie van de internationale kennelclub Fédération Cynologique Internationale (FCI) tot de lopende honden gerekend, Veel daarvan zijn an Franse komaf. Men onderscheidt
- grote lopende honden, waartoe onder meer behoren de:
  - American foxhound
  - Bloedhond
  - Français blanc et noir
  - Grand Anglo-Français blanc et orange
  - Grand griffon vendéen
- middenslag lopende honden, die onder andere omvatten: 
  - Ariégeois
  - Beagle-harrier
  - Chien d'Artois
  - Erdélyi kopó
  - Finse brak
  - Griffon bleu de Gascogne
  - Hamiltonstövare
  - Harrier
  - Sabueso Español
  - Zwitserse lopende hond
- kleine lopende honden, zoals bijvoorbeeld:
  - Basset artésien Normand
  - Beagle
  - Duitse brak
  - Kleine Zwitserse lopende hond
  - Petit Basset griffon vendéen
  - Westfaalse dasbrak